# Epidendrum spathiporphyreum
Epidendrum spathiporphyreum är en orkidéart som beskrevs av Eric Hágsater och Dodson. Epidendrum spathiporphyreum ingår i släktet Epidendrum och familjen orkidéer. Inga underarter finns listade i Catalogue of Life.